# Kostrzyn nad Odrą
Kostrzyn nad Odrą (tysk: Küstrin) er en by i det vestlige Polen, ved floderne Oder og Warta, på grænsen til Tyskland. Byen har 17.899 (2021) indbyggere og ligger i voivodskabet Lubusz.